# Sarantaporo
Sarantaporo  este un oraș în Grecia în prefectura Larissa.